# XLVII periodo legislativo del Congreso Nacional de Chile
El XLVII Período Legislativo del Congreso Nacional de Chile corresponde a la legislatura del Congreso Nacional, tras las elecciones parlamentarias de 1973, que estuvo conformada por los senadores y los diputados miembros de sus respectivas cámaras, que se inició el día 21 de mayo de 1973 y concluyó el 24 de septiembre de 1973.
En el proceso electoral de 1973 se renovó en su totalidad la Cámara de Diputados, cuyos diputados ejercerían durante el periodo 1973-1977, y el Senado, cuyos senadores desempeñarían sus cargos, además, en el siguiente periodo (1977-1981).
Originalmente este periodo legislativo debía finalizar el 15 de mayo de 1977, pero el 11 de septiembre de 1973, se produjo el Golpe de Estado que derrocó al presidente Salvador Allende, instalándose una Junta Militar de Gobierno, encabezada por Augusto Pinochet que, entre sus primeras medidas, dispuso la disolución del Congreso Nacional mediante el Decreto Ley N°27, del 24 de septiembre de 1973. Durante la dictadura militar el poder legislativo fue ejercido por la referida Junta de Gobierno.
Este fue el último período legislativo en que se ocupó el antiguo edificio del Congreso Nacional ubicado en Santiago, ya que tras el retorno a la democracia, el Congreso comenzó a sesionar en el nuevo edificio construido en Valparaíso.

## Senado
El Senado de la República se conformó con 25 senadores electos desde 1969 y que ya estaban presentes desde el anterior periodo legislativo y 25 nuevos senadores correspondiente a las provincias de Atacama, Coquimbo, Santiago, Curicó, Talca, Linares, Maule, Biobío, Malleco, Cautín, Chiloé, Aysén y Magallanes, electos para un periodo de ocho años, dando un total de 50 senadores.
La composición del Senado en el XLVII Periodo Legislativo fue el siguiente:
| Agrupación | Provincias           | Senadores | Partido            | Agrupación | Provincias                 | Senadores | Partido         |
| ---------- | -------------------- | --- | ------------------ | ---------- | -------------------------- | --- | --------------- |
| 1          | Tarapacá-Antofagasta | Luis Valente Rossi Ramón Augusto Silva Ulloa Juan de Dios Carmona Peralta Osvaldo Olguín Zapata Víctor Contreras Tapia      | PCCh USOPO DC PCCh | 6          | Curicó-Talca-Linares-Maule | Patricio Aylwin Azócar José Foncea Aedo Sergio Diez Urzúa Alejandro Toro Herrera Erick Schnake Silva                         | DC PN PC PS     |
| 2          | Atacama-Coquimbo     | Alejandro Noemi Huerta Andrés Zaldívar Larraín Hugo Miranda Ramírez Luis Aguilera Báez Julieta Campusano Chávez             | DC PR PS PCCh      | 7          | Ñuble-Concepción-Arauco    | Alberto Jerez Horta Tomás Pablo Elorza Jorge Montes Moraga Humberto Aguirre Doolan Francisco Bulnes Sanfuentes               | IC DC PC PIR PN |
| 3          | Aconcagua-Valparaíso | Luis Bossay Leiva Pedro Ibáñez Ojeda Luis Corvalán Lepez Benjamín Prado Casas Hugo Ballesteros Reyes                        | PIR PN PCCh DC     | 8          | Biobío-Malleco-Cautín      | Patricio Phillips Peñafiel Jaime León Suárez Bastidas Ernesto Araneda Briones Renán Fuentealba Moena Jorge Lavandero Illanes | PN PS PC DC     |
| 4          | Santiago             | Sergio Onofre Jarpa Reyes Eduardo Frei Montalva José Musalem Saffie Carlos Altamirano Orrego Volodia Teitelboim Volosky     | PN DC PS PC        | 9          | Valdivia-Osorno-Llanquihue | Américo Acuña Rosas Julio von Mühlenbrock Lira Luis Papic Ramos Narciso Irureta Aburto Aniceto Rodríguez Arenas              | PIR PN DC PS    |
| 5          | O’Higgins-Colchagua  | Víctor García Garzena Anselmo Sule Candia Rafael Moreno Rojas (1) Ricardo Valenzuela Sáez María Elena Carrera Villavicencio | PN PR DC PS        | 10         | Chiloé-Aysén-Magallanes    | Fernando Ochagavía Valdés Adonis Sepúlveda Acuña Luis Godoy Gómez Juan Hamilton Depassier Alfredo Macario Lorca Valencia     | PN PS PC DC     |

(1) Rafael Moreno Rojas (DC) asumió en reemplazo del fallecido senador José Manuel Isla Hevia († 17 de octubre de 1971), se incorporó al Senado el 16 de enero de 1972, tras vencer en elecciones complementarias.

### Presidentes del Senado
| Inicio             | Término                  | Presidente | Presidente            | Partido | Partido |
| ------------------ | ------------------------ | ---------- | --------------------- | ------- | ------- |
| 15 de mayo de 1973 | 25 de mayo de 1973       |            | Américo Acuña Rosas   |         | PIR     |
| 25 de mayo de 1973 | 24 de septiembre de 1973 |            | Eduardo Frei Montalva |         | PDC     |

## Cámara de Diputados
La Cámara de Diputados está compuesta por 150 legisladores electos para un periodo de 4 años y reelegibles para el periodo inmediato. Los 150 diputados fueron elegidos mediante voto directo a través del Método D'Hondt por cada uno de los distritos electorales del país.
La composición de la Cámara de Diputados en el XLVII Período Legislativo fue la siguiente:
| Agrupación | Departamentos                                       | Diputados | Partido                       | Agrupación | Departamentos                       | Diputados | Partido             |
| ---------- | --------------------------------------------------- | --- | ----------------------------- | ---------- | ----------------------------------- | --- | ------------------- |
| 1          | Arica-Iquique-Pisagua                               | Vicente Atencio Cortés Orel Viciani Escker Bernardino Guerra Cofré Humberto Palza Corvacho | PC PN DC                      | 16         | Linares-Parral-Loncomilla           | Alejandro Bell Jara Fernando Romero Vásquez Carlos Villalobos Sepúlveda Guido Castilla Hernández | MAPU PN PS DC       |
| 2          | Antofagasta-Taltal-Tocopilla-El Loa                 | Vilma Rojas Alfaro Pedro Araya Ortiz Cesareo Castillo Michea Domingo Claps Gallo Arturo Alessandri Besa Rubén Soto Gutiérez Hugo Robles Robles | PC DC PS PN PR PC             | 17         | Itata-San Carlos                    | César Fuentes Venegas Germán Riesco Zañartu Mario Reyes Aroca | DC PN PS            |
| 3          | Copiapó-Freirina-Chañaral-Huasco                    | Raúl Armando Barrionuevo Leonardo Hagel Arredondo | DC PS                         | 18         | Chillán-Bulnes-Yungay               | José Luis Martin Mardones Eduardo Contreras Mella Hugo Álamos Vásquez Lautaro Vergara Osorio Rogelio de la Fuente Gaete                                                                                              | DC PC PN DC PS      |
| 4          | La Serena-Elqui-Coquimbo-Ovalle-Illapel-Combarbalá  | Mario Torres Peralta Silvia Victoria Araya González Clemente Fuentealba Caamaño Eduardo Sepúlveda Whittle Alejandro Jiliberto Zepeda Marino Penna Miranda Amanda Altamirano Guerrero | DC API PR DC PS DC PC         | 19         | Concepción-Talcahuano-Yumbel        | Arturo Frei Bolívar Hosain Sabag Mariano Ruiz-Esquide Jara Iván Quintana Miranda Fernando Agurto Ramírez Eduardo King Caldichoury Manuel Rodríguez Rodríguez Óscar González Robles Óscar Guillermo Garretón          | DC PC PN PS MAPU    |
| 5          | Petorca-La Ligua-San Felipe-Los Andes               | Eduardo Cerda García Raúl Sánchez Bañados Jorge Godoy Matte | DC PC PN                      | 20         | Arauco-Lebu-Cañete                  | Claudio Huepe García Manuel Gallardo Paz | DC PC               |
| 6          | Valparaíso-Quillota-Casablanca-Limache              | Gonzalo Yuseff Sotomayor Héctor Castro Castro Gustavo Cardemil Alfaro Alfonso Ansieta Núñez Luis Guastavino Córdova Carlos Andrade Vera Manuel Cantero Prado Gustavo Lorca Rojas Aníbal Scarella Calandroni Eugenio Ortúzar Latapiat Armando Barrientos Miranda Andrés Sepúlveda Carmona | PN DC PC PCCh PC PN PS        | 21         | Laja-Nacimiento-Mulchén-Los Ángeles | Arturo Pérez Palavecino Luis Tejeda Oliva Mario Ríos Santander Anselmo Quezada Quezada | PS PC PN DC         |
| 7          | Santiago (1.er. Distrito Metropolitano)             | Bernardo Leighton Guzmán Gladys Marín Millié Fernando Sanhueza Herbage Wilna Saavedra Cortés Claudio Orrego Vicuña Luis Pareto González Rafael Otero Echeverría Luis Maira Aguirre Ricardo Hormazábal Silvia Pinto Torres Mario Arnello Romo Gustavo Monckeberg Barros Hermógenes Pérez de Arce Juan Luis Ossa Bulnes Fidelma Allende Miranda Víctor Barberis Yori Alejandro Rojas Wainer Carmen Lazo Carrera | DC PC DC DR IC DC PN PS PC PS | 22         | Angol-Traiguén-Victoria-Collipulli  | Manuel Galilea Widmer Carlos Sívori Alzérreca Francisco Bayo Veloso Camilo Salvo Inostroza Roberto Muñoz Barra Daniel Salinas Muñoz                                                                                  | DC PN PR PIR PS     |
| 8          | Santiago (2.do. Distrito Metropolitano)-Talagante   | Laura Allende Gossens Eliana Araníbar Figueroa Sergio Saavedra Viollier Blanca Retamal Contreras Luciano Vásquez Muruaga | PS PC DC PN                   | 23         | Temuco-Imperial-Villarrica          | Víctor González Maertens Pedro Alvarado Páez Sergio Merino Jarpa Enrique Krauss Rusque Rosendo Huenumán García Víctor Carmine Zúñiga Hardy Momberg Roa Germán Becker Bäechler Gastón Lobos Barrientos José Amar Amar | DC PCCh PN DR PR PS |
| 9          | Santiago (3.er. Distrito Metropolitano)-Puente Alto | Alberto Zaldívar Larraín Mario Palestro Carlos Dupré Silva Gustavo Alessandri Valdés Jorge Insunza Becker | DC PS DC PN PC                | 24         | Valdivia-La Unión-Río Bueno         | Eduardo Koenig Carrillo Enrique Larre Asenjo Agustín Acuña Méndez Carlos Lorca Tobar Hernán Olave Verdugo | DC PN PS            |
| 10         | Melipilla-San Antonio-San Bernardo                  | Mireya Baltra Moreno Andrés Aylwin Azócar Juana Dip Muhana Alfonso Suárez Obiol José Matías Núñez Malhue | PC DC PN PS                   | 25         | Osorno-Río Negro                    | Fernando Schott Scheuch Julio Montt Momberg Rubén Zapata Bravo | PN DC PC            |
| 11         | Rancagua-Caupolicán-San Vicente                     | Ricardo Tudela Barraza José Monares Gómez Wladimir Chávez Rodríguez Patricio Mekis Spikin Héctor Olivares Solís Esteban Leyton Soto | DC PC PN PS PR                | 26         | Llanquihue-Puerto Varas             | Mario Marchant Binder Sergio Páez Verdugo Antonio Ruiz Paredes | PN DC PS            |
| 12         | San Fernando-Santa Cruz                             | Raúl Herrera Herrera Silvia Costa Espinoza Maximiano Errázuriz Eguiguren Joel Marambio Páez | DC PC PN PS                   | 27         | Ancud-Castro-Palena                 | René Tapia Salgado José Félix Garay Figueroa Manuel Vera Cárcamo | PN DC PS            |
| 13         | Curicó-Mataquito                                    | Rodolfo Ramírez Valenzuela Carlos Garcés Fernández Óscar Moya Muñoz | PN DC PC                      | 28         | Aysén-Coyhaique-Chile Chico         | Baldemar Carrasco Muñoz Sergio Anfossi Muñoz | DC PS               |
| 14         | Talca-Curepto-Lontué                                | Gustavo Ramírez Vergara Silvio Rodríguez Villalobos Manuel Gamboa Valenzuela Guillermo Muñoz Zúñiga Julio Campos Ávila | DC PN PS PC                   | 29         | Magallanes-Tierra del Fuego         | Tolentino Pérez Soto Carlos González Jaksic | DC PS               |
| 15         | Constitución-Cauquenes-Chanco                       | Juan Valdés Rodríguez Luis Escobar Astaburuaga Osvaldo Vega Vera | DC API PN                     |            |                                     | |                     |

### Presidentes de la Cámara de Diputados
| Inicio             | Término                  | Presidente | Presidente                | Partido | Partido |
| ------------------ | ------------------------ | ---------- | ------------------------- | ------- | ------- |
| 15 de mayo de 1973 | 29 de mayo de 1973       |            | Fernando Sanhueza Herbage |         | PDC     |
| 29 de mayo de 1973 | 24 de septiembre de 1973 |            | Luis Pareto González      |         | PDC     |

## Hechos
El 22 de agosto de 1973, la Cámara de Diputados (de mayoría opositora al gobierno de Allende) adoptó un acuerdo en donde se solicitó al Presidente Salvador Allende y a los ministros de Estado miembros de las Fuerzas Armadas poner término a las situaciones que a su parecer violarían la Constitución y las leyes.
En el Ejército, su comandante en jefe, Carlos Prats González rechazó el acuerdo y dimitió al alto mando castrense, siendo reemplazado por el general Augusto Pinochet Ugarte, quien junto a Gustavo Leigh Guzmán (Fuerza Aérea), José Toribio Merino Castro (Armada) y César Mendoza Durán (Carabineros de Chile), llevaron a cabo un golpe de Estado, el 11 de septiembre de 1973, derrocando al gobierno de la Unidad Popular y dando inicio a la Dictadura militar.
Una de primeras medidas que toma la Junta Militar de Gobierno recién asumida es la disolución del Congreso Nacional, después de cuarenta años de funcionamiento ininterrumpido, a través del Decreto Ley Número 27, del 21 de septiembre de 1973. Hasta que finalmente después de 16 años de Régimen Militar, el 11 de marzo de 1990, el Congreso Nacional fue restablecido en sus funciones legislativas, ocupando por primera vez el Edificio situado en Valparaíso.